# 内田元知
内田 元知（うちだ もととも（寛永11年（1634年）- 正徳元年5月8日（1711年6月23日）））は、江戸時代中期の武士。江戸幕府旗本。通称は三郎右衛門（さぶろうえもん）。
旗本内田貞親（550石）の長男。母は野村新蔵の娘。大久保忠隣が改易された際、忠隣と近しい関係にあった貞親の兄・谷俊次（旗本）とともに連座して所領を召し上げられ、浪人中に元知は生まれた。
元禄13年（1700年）5月20日、内田家は再び召しだされることとなり、元知は村上伊予守の組下の小普請旗本となった。元禄14年（1701年）12月1日、はじめて将軍徳川綱吉に拝謁し、同年12月25日に切米150俵支給される。
同時にこの頃（12月下旬）、元・赤穂藩士で槍の達人と伝わる甥の高田郡兵衛を養子（娘婿）に請い、赤穂浅野氏の断絶で浪人していた元赤穂藩士らが企図していた敵討ちの連盟から脱盟させたといわれる。しかし、後に内田元知の家督を継いだのは内田正備（武沢氏からの養子）で、郡兵衛は家督を継がなかった。
正徳元年（1711年）5月8日に死去。享年78。法名は心。目黒の長徳寺に葬られた。

## 創作
忠臣蔵などの芝居では、「脱盟した高田郡兵衛」という世間の悪評に耐えかねて元知が郡兵衛を追放した、もしくは高田が自主的に退去したという話になっている。
落語では郡兵衛が新妻の首を斬り、自身も自害。元知がその二人の首を風呂敷に包んで長徳寺へ参ると（泉岳寺とする話者もあり）、何も知らない江戸の町人から売り物の かぼちゃと間違えられる話になっている。歌舞伎の演目「矢作の鎌腹」の転用。